# Synagoga Rzezaków w Siedlcach
Synagoga Rzezaków w Siedlcach – zburzona synagoga znajdująca się w Siedlcach przy ul. Browarnej 1. Była jedyną zachowaną drewnianą bożnicą cechową w Polsce.

## Historia
Synagoga została zbudowana w okresie międzywojennym z inicjatywy cechu rzezaków. Podczas II wojny światowej hitlerowcy doszczętnie zdewastowali wnętrze synagogi. Po zakończeniu wojny urządzono w niej magazyn meblowy. W latach 70. budynek wynajęła Spółdzielnia Pracy „Introdruk”, która dalej wykorzystywała go jako magazyn.
26 kwietnia 1999 roku na mocy ustawy z 1997 roku o restytucji mienia żydowskiego synagoga została zwrócona Gminie Wyznaniowej Żydowskiej w Warszawie, która w 2000 roku odsprzedała ją prywatnemu przedsiębiorcy budowlanemu. Ów przedsiębiorca wkrótce wyburzył bożnicę i na jej miejscu zbudował nowy dom mieszkalny.